# Schloss Ludigen
Das Schloss Ludigen steht in der Gemeinde Römerswil im Schweizer Kanton Luzern auf einer Höhe von 775 m ü. M. Es ist das höchstgelegene Schloss im Kanton Luzern.

## Geschichte
Schon 1036 wird „Ludligen“ als Bestandteil der Grundherrschaft des Stifts Beromünster genannt. 1045 nahm Kaiser Heinrich III. unter anderen Stiftsgütern auch den Hof „in Ludingun“ in seinen und des Reiches Schutz auf, wie aus einer Urkunde hervorgeht.
Das Schloss Ludigen wurde 1701 vom Chorherrn Kaspar zur Gilgen an der Strasse nach Herlisberg als Sommerresidenz erbaut. Der Bauherr, der aus einer Luzerner Patrizierlinie stammte, hatte das Grundstück am 11. Dezember 1698 als Hof Ludigen vom damaligen Besitzer Ulrich Baumgartner gekauft.
Kaspar zur Gilgen vermachte testamentarisch seinem Bruder Benedikt den Hof; dieser starb jedoch schon am 22. November 1710. Drei Wochen später, am 18. Dezember desselben Jahres, verstarb auch Kaspar. Erbe muss dann sein Bruder Hans Jakob gewesen sein, in dessen Hinterlassenschaft der Hof sich später findet.
Im 19. Jahrhundert war das Schloss zu einer Bauernwohnung umgebaut.
Im kantonalen Bauinventar des Kantons Luzern (BILU) ist das Schloss seit dem 1. Dezember 2019 enthalten und wird dort als erhaltenswert geführt.

## Herrschaftshaus
Das Herrschaftshaus, das würfelförmig gebaut wurde, umfasst drei Etagen, die früher durch ein Erkerturm verbunden waren, der heute jedoch nicht mehr vorhanden ist. Die Mauern sind etwa 80 cm dick. Bemerkenswert ist der Gewölbekeller, der sich im Sommer durch eine ausgeklügelte Belüftung kühl hält und im Winter die Minustemperaturen draussen hält. Die Küche mit grossem Rauchhorst grenzt an die grosse Wohnstube, die durch eine Holzkassettendecke geprägt ist. An der Rückwand der Küche befindet sich ein Kachelofen. Im 2. Obergeschoss befinden sich zwei Schlafzimmer sowie ein weiterer Wohnraum mit hohen Fenstern, den eine mit Stuckatur gezierte Decke schmückt. Vermutlich wurde er als Festsaal in alter Zeit genutzt.